# Хени Лорер
Хени Жозеф Челибонова-Лорер е българска биохимичка.

## Биография
Родена е на 6 декември 1928 г. в Казанлък. През 1950 г. завършва химия в Софийския университет. Специализира в Института по биохимия в Прага през 1963 г. и в Раковия институт в Париж през 1967 – 1968 г. От 1967 г. е кандидат на науките, а от 1982 г. – доктор на науките. През 1959 г. става научен сътрудник, а през 1968 г. – старши научен сътрудник в Института по сравнителна патология на животните. Преподава във Висшия ветеринарномедицински институт.
През 1969 г. е удостоена с медал „100 години БАН“.
Неин внук е Даниел Лорер.
Починала на 11 ноември 2021 г.

## Научни трудове
- Процеси на преанимиране в дългите кости на пилета. ИИСПЖ, 11, 1965, с. 113 – 116;
- Химически състав и физически строеж на нормална и регенерираща костна тъкан у пилета. ИИСПЖ, 12, 1967, с. 199 – 207;
- Биологична роля на цикличния аденозинмонофосфат (съавторство). София, 1967;
- Горещи точки на биохимията (съавторство). София, 1980;
- Ефект на колхицина върху съдържанието на нуклеозидтрифосфати и върху биосинтеза на гликоконюгати в черен дроб и хепатом Мс-29 при пилета. ВВА, 1982, № 1, с. 24 – 33.[1]